# Casual Sex?
Casual Sex? (Brasil: Sexo Casual? / Portugal: Amores Casuais) é um filme estadunidense de comédia romântica de 1988 sobre duas amigas que vão a um resort de férias em busca de homens perfeitos. Foi dirigido por Geneviève Robert e estrelado por Lea Thompson, Victoria Jackson, Andrew Dice Clay, Jerry Levine e Sandra Bernhard.

## Sinopse
Stacy (Lea Thompson) tem um passado promíscuo e, depois de saber da epidemia de Aids, ela quer encontrar um cara que ela sabe que tem um passado limpo. Ela convence sua amiga de infância Melissa (Victoria Jackson) a ir a um spa (ou resort) para solteiros, para que cada uma possa encontrar o homem dos seus sonhos. Como presente de concierge, elas recebem uma cesta cheia de preservativos. No spa, Stacy conhece Nick (Stephen Shellen), um músico com quem ela se atrai, e também encontra Vinny, também conhecido como Vin Man (Andrew Dice Clay), um homem ítalo-americano de Nova Jersey que ela tenta evitar.
No resort International Night, todos os homens e mulheres pegam bandeiras em miniatura de vários países e as colocam em chapéus em forma de êmbolo, depois encontram a pessoa com a mesma bandeira nacional. Depois de se desmoralizar com uma experiência ruim na festa da bandeira, Melissa escreve uma carta que ela deixa para Stacy dizendo que está voltando para Los Angeles. No entanto, Melissa se conecta com um membro da equipe do spa, Jamie (Jerry Levine), que demonstrou um gosto aparente por ela e que é muito gentil, respeitoso e solidário com ela. Alguns dias depois, quando são íntimos, ela experimenta seu primeiro orgasmo. Enquanto isso, Stacy encontra a carta de Melissa para ela e, pensando que Melissa deixou o resort sozinha em frustração, imediatamente retorna para Los Angeles sozinha através do ônibus das 14:00, sem saber que Melissa permaneceu no resort.
Stacy levou Nick para Los Angeles e, uma vez lá, volta aos velhos padrões de comportamento de ser uma muleta para os homens. Ela deixa Nick morar com ela para tentar tirar sua incipiente carreira musical. No entanto, Stacy logo percebe que os hábitos peculiares de Nick (por exemplo, não ter uma conta corrente ou cartão de crédito, carregando todos os seus pertences pessoais em sacos de plástico), modos idiossincráticos de pensar (não ter sua vida juntos nessa idade e estágio da vida), e seu narcisismo são coisas às quais ela não pode se adaptar. Ela percebe que ela realmente não gosta dele ou o vê como o homem que ela pensava que ele era no resort. Ao saber que Melissa está de volta ao resort e nunca mais foi embora, ela rapidamente aluga um Cadillac rosa e dirige todo o caminho de volta, onde ela acidentalmente encontra Melissa na cama com Jamie. Do lado de fora da sala, Melissa conta a Stacy sobre Jamie e como eles se uniram. Stacey está aliviada por Melissa estar de bom humor agora e está emocionada por ela e Jamie terem se encontrado.
Então Stacy diz a Melissa que ela percebe que cometeu um grande erro com Nick e percebe que tem que terminar com ele. Stacy encontra a coragem de voltar para Los Angeles para dizer a Nick que o relacionamento deles não vai funcionar e que ele deve deixar o apartamento e a vida dela. Saindo do resort, ela encontra Vinny esperando perto da saída com a bagagem dele no reboque. Ele a sinaliza e implora que o deixe entrar no carro para que ela possa deixá-lo na estação de ônibus mais próxima. Ele quer deixar o resort também e, sem aviso prévio, Vinny promete não procurá-la ou fazer qualquer outra coisa do tipo. Relutantemente, Stacy o deixa entrar no carro com ela, mas, desta vez, ele não a procura nem age insistentemente e desesperado. Em vez disso, no caminho para a rodoviária, eles falam franca e sinceramente um do outro sobre sua decepção com a experiência no resort. Vinny baixa a guarda e fala claramente sobre como ele realmente não entende o mundo dos relacionamentos masculinos e femininos e como tudo funciona. Ele pergunta a Stacy sobre relacionamentos, a qual ela responde não estar em um bom momento, o que surpreende Vinny (como ele é e se apaixonou por Stacy até agora, vendo-a como uma mulher muito desejável e uma mulher que venceu na vida no geral). Quando ela pergunta o que ele procura em uma mulher, ela se emociona com o que ele compartilha com ela e obtém uma nova e esclarecida visão dele (ou seja, que Vinny tem mais do que os atos desesperados, patéticos, esforçados demais que ela viu nele no resort). Ao retornar a Nova Jersey e depois, Vinny experimenta mudanças de atitude em relação às mulheres e como ele vê sua vida progredindo. Ele mantém contato com Stacy através de cartas manuscritas, compartilhando com ela as epifanias que ele está enfrentando e como ele está se tornando uma pessoa diferente e sua vida está avançando e melhorando.
Enquanto isso, em sua casa, Stacy confrontou Nick e disse que o relacionamento deles não funcionaria. Nick fica surpreso, age magoado e diz que se vê no caminho de fazer sucesso no mundo da música e muito além do que ela pode imaginar e que vai se arrepender de sua decisão. Ela deseja-lhe o melhor e ele sai com seus pertences. Nesse momento, Stacy fica aliviada por ter terminado e está determinada a fazer uma pausa nos homens em geral por um período não especificado de tempo para resolver as coisas em sua cabeça.
Algum tempo depois, Stacy visita Melissa e Jamie, que agora vivem juntos em sua própria casa. No final da noite, Stacy se despede de Melissa e Jamie. Ela volta para casa sozinha, onde encontra Vinny esperando por ela em uma limusine chique. Ele iniciou seus negócios executando um serviço de limusine e possui toda uma frota de limusines. Ele compartilha com Stacy que ele começou a dirigir de sua casa em Nova Jersey apenas para dar uma volta e, a próxima coisa que ele soube, se viu em Chicago, Illinois. Ele então se perguntou: "Vinny, onde você está indo?" Ele diz que percebeu que estava dirigindo para ver Stacy. Ele acabou dirigindo de Nova Jersey ao sul da Califórnia apenas para vê-la. Stacy está empolgada com isso e, no entanto, quando ele pergunta se ela gostaria de conversar ou ir a algum lugar juntos, ela inicialmente hesita e diz a ele que era muito tarde. Vinny, sendo um cavalheiro desta vez (em contraste com os tempos passados juntos), age com reserva e respeitosamente aceita sua deixa. Stacy aparentemente se emociona com isso e, vendo como ele dirigiu de Nova Jersey à Califórnia apenas para vê-la, ela o chama e diz que, se ele gosta, ele pode voltar para casa com ela e ela pode fazer o café da manhã. Ele faz uma pausa, se vira e diz que está com muita fome, aceita o convite dela e até se oferece para ser quem faz o café da manhã. Ele diz que tem um presente para ela. Ele caminha até a limusine, abre a porta, alcança e apresenta um adorável filhote de Golden Retriever para Stacy. Ela se apaixona por Vinny enquanto o filhote está lambendo o rosto. Eles saem juntos com o novo filhote.
A cena agora se move seis anos à frente e mostra Melissa e Jamie tocando a campainha da casa de Stacy para uma reunião social. Stacy e Vinny agora estão casados com dois meninos pequenos e um Golden Retriever adulto. Como Vinny está cumprimentando Jamie com seus dois meninos e cachorro e se divertindo muito com todos, Stacy e Melissa estão distantes juntas e olhando para os dois outros significativos. Elas brincam brincando um com o outro, como sempre fizeram ao longo de muitos anos como amigos. Stacy diz para Melissa: "Aqui está seu namorado." Melissa responde: "Então, aí está a sua." Por fim, Stacy diz para a câmera: "Sim, esse é meu namorado". Cada uma delas se tornou contente e realizaram como mulheres que finalmente encontraram o homem dos seus sonhos. As duas sorriem e se abraçam e o filme termina.

## Elenco
- Lea Thompson como Stacy
- Victoria Jackson como Melissa
- Stephen Shellen como Nick
- Jerry Levine como Jamie
- Andrew Dice Clay como Vinny
- Mary Gross como Ileen
- Valerie Breiman como Megan
- Peter Dvorsky como Matthew
- David Sergeant como Frankie
- Cynthia Phillips como Ann
- Don Woodard como Gary
- Danny Breen como Dr. Goodman
- Bruce Abbott como Keith
- Susan Ann Connor como Dierdre

## Recepção
Casual Sex? foi mal recebido pelos críticos. Em Rotten Tomatoes, o filme possui uma classificação de 33% de 12 críticas.